# Tool
Tool este o formație americană de rock din Los Angeles. Formată în 1990, grupul este format din toboșarul Danny Carey, chitaristul Adam Jones și solistul Maynard James Keenan. Justin Chancellor este basistul trupei din 1995, înlocuindu-l pe basistul original Paul D'Amour. Tool au câștigat trei premii Grammy, au avut turnee în toată lumea și au produs albume care au ajuns pe primul loc în diferite țări.
Până acum, trupa a lansat cinci albume, un EP și un set. Au început cu un sunet heavy metal în primul lor album, Undertow (1993) și au devenit prima formație notabilă din mișcarea alternative metal prin lansarea următorului album, Ænima, în 1996. Eforturile lor de a uni experiența muzicală, artele vizuale și un mesaj personal au continuat prin Lateralus (2001) și 10,000 Days (2006), fiind lăudați de critici și având un succes comercial la nivel internațional. Al cincilea album, Fear Inoculum, primul după 13 ani de la albumul din 2006, a fost lansat pe 30 august 2019 cu o mare apreciere din partea criticilor. Înainte de lansarea lui, trupa vânduse peste 13 milioane de albume numai în SUA.
Datorită utilizării de elemente vizuale și melodii foarte lungi și complexe, formația este de obicei descrisă ca parte a progressive rock, psychedelic rock și art rock. Relația trupei cu industria muzicală de astăzi este ambivalentă, uneori marcată de cenzură, alteori de insistența trupei asupra intimității.

## Istorie

### Formare
În anii '80, fiecare din viitorii membrii Tool s-au mutat la Los Angeles. Paul D'Amour și Adam Jones voiau să intre în industria filmelor, în timp ce Maynard James Keenan se angajase ca designer de interior la un magazin de animale dupa ce studiase arte vizuale în Michigan. Danny Carey și Keenan cântau în Green Jellÿ, iar Carey făcea parte și din Carole King și Pigmy Love Circus.
Keenan și Jones s-au cunoscut printr-un prieten comun în 1989. Dupa ce Keenan i-a arătat lui Jones o casetă dintr-o trupă din care făcuse parte, Jones a fost atât de impresionat de vocea lui încât l-a convins să își facă propria trupă. Au început să cânte împreună și erau în căutare de toboșar și basist. Carey locuia deasupra lui Keenan și l-a cunoscut pe Jones cu ajutorul lui Tom Morello, un vechi preten din liceu al lui Jones și fost membru al Electric Sheep. Carey a început sa cânte împreună cu ei deoarece "îi părea rău de ei" pentru că niciun muzician chemat nu venea. Formația s-a completat odată cu venirea basistului D'Amour. La început, trupa a inventat povestea prin care ei s-au format datorită pseudofilosofiei "lacrimologie". Chiar dacă "lacrimologia" a fost menționată ca una dintre inspirațiile pentru numele trupei, Keenan a explicat motivele lor în alt mod: "Tool este exact ceea ce pare: E un mare penis. Ori o cheie ... noi suntem ... unealta voastră; folosește-ne ca un suport în căutarea ta a ceea ce ai nevoie sa găsești sau orice încerci să reușești."

### Opiate (1989-1992)
După aproape doi ani de antrenament și cântat în zona Los Angeles, trupa a fost abordată de o companie de discuri și a semnat un acord cu Zoo Entertainment. În martie 1992, Zoo a lansat prima încercare a trupei, Opiate. Acest EP conține si primele single-uri, „Hush" și „Opiate”. Primul videoclip al formației, „Hush”, a promovat viziunea trupei asupra Parents Music Resource Center și încercarea lor de a cenzura muzica. Videoclipul conținea membrii trupei dezbrăcați, acoperindu-și organele genitale cu stickere ale acestei organizații și cu gurile acoperite de bandă adezivă. Trupa a început să plece în turnee alături de Rollins Band, Fishbone, Rage Against the Machine, White Zombie și Corrosion of Conformity, cu păreri favorabile. În urma acestor turnee, Janiss Garza de la revista RIP a rezumat luna septembrie 1992 drept "un început favorabil".

### Undertow (1993-1994)
În anul următor, când rockul alternativ și grunge erau populare, Tool a lansat primul lor album întreg, Undertow (1993). A fost un album mai divers decât Opiate și a avut melodii pe care trupa a ales să nu le folosească în înregistrarea din urmă deoarece au dorit un sunet mai puternic. Trupa a început să plece în turnee așa cum hotărâseră cu o excepție în mai 1993. Tool trebuia să cânte la Garden Pavilion în Hollywood dar au aflat în ultimul minut că locul este deținut de Biserica Scientologică, ceea ce a fost interpretat ca un conflict între „filosofia grupului cum că o persoană nu ar trebui să urmeze un sistem de credințe care îi constrânge dezvoltarea ca ființă umană.” Keenan „a behăit ca o oaie în majoritatea concertului.”
Tool a cântat mai târziu destule concerte în cadrul festivalului Lollapalooza și au fost mutați din a doua scenă pe cea principală mulțumită managerului lor și co-fondatorul festivalului, Ted Gardner. La ultimul concert din reședința trupei, Los Angeles, comediantul Bill Hicks a introdus trupa. Hicks a devenit prieten al trupei și o influență asupra lor după ce a fost menționat în notele de subsol ale Undertow. A glumit, cerând celor 10.000 de spectatori să stea nemișcați și să-l ajute să caute niște lentile de contact pierdute. Acest impuls de popularitate din concerte i-a adus albumului Undertow un disc de gold din partea RIAA în septembrie 1993 și unul de platină în 1995, în ciuda vânzărilor cenzurate de distributori precum Wal-Mart. Melodia "Sober" a devenit un succes în martie 1994 și, mulțumită ei, trupa a câștigat premiul „Best Video by a New Artist” din partea Billboard pentru videoclipul stop motion.
După lansarea următorului single, „Prison Sex”, Tool a devenit o nouă țintă a cenzurii. Versurile cântecului și videoclipul au ca subiect abuzul asupra copiilor, fapt care a dus la controverse; versurile lui Keenan încep cu „A durat mult până mi-am amintit. Eram așa de tânăr și pur, știi, m-a durut, dar respir deci presupun că încă sunt în viață...Am mâinile legate și capul în jos, ochii închiși și gâtul larg deschis.” Videoclipul a fost creat de chitaristul Adam Jones care a creat o „interpretare suprarealistă” a subiectului. Chiar dacă unii jurnaliști contemporani au lăudat videoclipul și au descris versurile drept „metaforice”, ramura americană a MuchMusic (care l-a rugat pe Keenan să reprezinte trupa într-o audiere) a considerat videoclipul prea grafic și obscen, iar MTV l-a difuzat doar de câteva ori.

### Ænima și Salival (1995-1999)
În septembrie 1995, trupa a început să scrie și să înregistreze al doilea album. Atunci a fost singura dată când Tool și-a schimbat un membru, plecarea basistului D'Amour. Conform Carey, D'Amour a plecat deoarece voia să cânte chitară și nu bas. Justin Chancellor, un membru al fostei formații Peach, l-a înlocuit pe D'Amour, fiind preferat în fața altor competitori precum  Scott Reeder din Kyuss, Frank Cavanaugh din Filter, E. Shepherd din Pigmy Love Circus, Eric Avery din Jane's Addiction, Marco Fox din ZAUM.
Pe 17 septembrie 1996, Tool a lansat cel de-al doilea album, Ænima. A fost premiat cu triplu platină de RIAA pe 4 martie 2003. D'Amour a plecat din Tool și a venit Chancellor în timpul înregistrărilor. Trupa a fost ajutată de David Bottrill, care a produs și câteva din albumele King Crimson, în timp ce Jones a colaborat cu Cam de Leon pentru a crea coperta ce a fost nominalizată la Grammy.
Albumul i-a fost dedicat comediantului Bill Hicks, care murise cu doi ani și jumătate înainte. Trupa a încercat să atragă atenția asupra ideilor lui Hicks deoarece ei considerau că Tool și Hicks aveau concepte similare. În special, ultimul cântec de pe Ænima, „Third Eye”, este precedat de clipuri din spectacolele lui, și imaginile 3D de pe carcasa albumului dar și versurile din melodia „Ænema” fac referire la o glumă din „Arizona Bay” în care meditează asupra unei posibile scufundări a Los Angeles-ului în Oceanul Pacific.
Primul single, „Stinkfist”, a avut o comercializare neînsemnată. A fost scurtat de către posturile de radio, MTV (U.S.) a redenumit videoclipul din „Stinkfist” în „Melodia nr. 1” din cauza conotațiilor ofensive, iar versurile melodiei au fost modificate. Ca răspuns la plângerile fanilor în legătură cu cenzura, Matt Pinfield de la MTV's 120 Minutes și-a exprimat regretul live arătându-și pumnul în timp ce prezenta videoclipul și explica schimbarea numelui.
Un tur a început în octombrie 1996, două săptămâni dupa lansarea albumului Ænima. După numeroase apariții în Statele Unite și Europa, Tool s-a dus în Australia și Noua Zeelandă în martie 1997. Dupa ce s-a întors în Statele Unite, au apărut la festivalul Lollapalooza 1997 din iulie, de data asta ca atracția principală, unde au fost lăudați de către The New York Times. Ænima a reușit până la urmă să egaleze succesul albumului de debut iar acest album influențat de rockul progresiv a adus trupa în fruntea genului alternative metal. Melodia „Ænema” a câștigat un Grammy iar albumul a fost ales de Kerrang! și Terrorizer ca unul din cele mai bune albume din 1996.
O bătălie legală care a început în același an a întrerupt lucrul pentru un nou album. Volcano Entertainment-casa de discuri la care era trupa dupa desființarea Zoo Entertainment-i-a acuzat de încălcare a contractului și i-a dat în judecată. Conform Volcano, Tool nu e respectat contractul când a căutat  oferte din partea altor case de discuri. După ce Tool a formulat un contraproces spunând că Volcano nu a reușit să se folosească de o opțiune de reînnoire din contractul lor, părțile s-au înțeles în afara curții. În decembrie 1998, Tool a acceptat un nou contract pe trei albume.